# 毒誓
《毒誓》是倪匡筆下科幻小說衛斯理系列之一，故事背景是西域絲路，是一個有關匕首寶玉的故事。也算是一個愛情故事。續集是《拼命》。

## 故事大綱
裴思慶是唐朝一位商人，有一把匕首，是一次他到西域經商途中得到的。裴思慶說，這把匕首是歡場女子金月亮送給他的，他喜歡了金月亮，但金月亮決定離開。後來裴思慶的商隊在另一次經商中遇到沙暴，只有他生還，被救到一個白玉包圍的山洞中。後來他發現金月亮被山洞的人殺死，並封在一個水晶中。由於山洞的人相信那把匕首能助她們升天，加上裴思慶想離開心洞，所以他設計讓山洞的人給他帶著水晶離開，但裴思慶還是死了在沙漠。那塊水晶在很多年後被一位阿拉伯首長發現，並請衛斯理幫他把水晶送到勒曼醫院，使金月亮復活。最後衛斯理等人到了那山洞，了解清楚整件事。

## 標題
《毒誓》首次在《明報》副刊連載時，作者倪匡已為小說的十四個章節擬上標題；但在結集成書時，出版社將部份較長的章節標題刪短，一直沿用至今。以下為全部章節在報紙載時的原標題。小說版本的短標題以斜体字代表。
一、誓言的種種——可以算是前言

二、神秘的匕首，一個很久以前的故事的第一章——可以當武俠小說看
三、大風暴的前後，人的命運由自己主宰還是由天主宰？
四、最後一匹駱駝，殺還是不殺？生和死不可測的抉擇
五、臨死前一幕一幕重現的往事，不想去想却又想了起來的誓言
六、一個神秘的拍賣會，參與者都不能表示身分。
七、從龍飛鳳舞的草書之中，拼湊出一個支離破碎的故事來 
八、天國的規矩是絕對不能說謊，所以裴思慶說出了他為何得到那柄匕首的經過　
九、一樁十分古怪，唐代人和現代人都難以明白的事。
十、侏懦臨死之前的話 
十一、山窮水盡疑無路，柳暗花明又一村　
十二、考古教授的難題和中東局勢之間微妙的關係　
十三、勒曼醫院來的古怪青年醫生　
十四、往事如烟，却可以追尋